# Leônidas da Selva
Manoel Pereira, mais conhecido como Leônidas da Selva (Biguaçu-SC, 3 de janeiro de 1927 - Matinhos-PR, 23 de abril de 1985), foi um futebolista brasileiro que atuava como atacante.
Atacante brucutu, estilo rompedor, ganhou o apelido Leônidas da Selva do jornalista Sandro Moreira, por ser parecido com Leônidas da Silva, mas por ser muito mais bruto que este.

## Carreira
Iniciou sua carreira futebolística aos 12 anos, quando jogou no Flamengo do Estreito, em Florianópolis. Dois anos depois, foi para o Lauro Muller de Itajaí, onde sagrou-se vice-campeão da Associação Sportiva Vale do Itajaí em 1941.

### América-RJ
Leônidas chegou ao América-RJ em 1952, e fez parte daquele que é considerado o melhor ataque da história do clube, junto com Canário, Alarcon, Romeiro e Ferreira. Foi Vice-campeão do Campeonato Carioca de 1955.
Foi jogando pelo América que ele fez um lance que ficou marcado na sua carreira do atleta. O América jogava uma partida na Turquia. Após receber um cruzamento em que Leônidas tinha passado um pouco da jogada, ele plantou uma bananeira e, com isso, alcançou a bola com o calcanhar e ela foi parar na rede. Um gol de calcanhar feito de cabeça para baixo.

## Seleção Brasileira
Defendeu a Seleção em 6 oportunidades (enfrentou o Paraguai (duas vezes); Uruguai; Itália, Argentina e Tchecoslováquia) e marcou um gol.
| # | Data       | Partida                      | Gol         | Torneio           |
| - | ---------- | ---------------------------- | ----------- | ----------------- |
| 1 | 12/06/1956 | Paraguai 0 x 2 Brasil        |             | Taça Oswaldo Cruz |
| 2 | 17/06/1956 | Brasil 5 x 2 Paraguai        | Gol marcado | Taça Oswaldo Cruz |
| 3 | 24/06/1956 | Brasil 2 x 0 Uruguai         |             | Taça do Atlântico |
| 4 | 01/07/1956 | Brasil 2 x 0 Itália          |             | Amistoso          |
| 5 | 08/07/1956 | Argentina 0 x 0 Brasil       |             | Taça do Atlântico |
| 6 | 05/08/1956 | Brasil 0 x 1 Tchecoslováquia |             | Amistoso          |

## Títulos
América-RJ
- Torneio Extra do Rio de Janeiro: 1952
- Torneio Imprensa Peruana: 1955
- Terceiro Turno do Campeonato Carioca de 1955

Seleção Brasileira
- Taça do Atlântico: 1956
- Taça Oswaldo Cruz: 1956

### Campanhas de Destaque
Lauro Muller de Itajaí
- Vice-campeão da Associação Sportiva Vale do Itajaí: 1941

América-RJ
- Vice-campeão do Campeonato Carioca: 1955